# Eleições presidenciais portuguesas de 2021 no distrito de Faro
| Eleições presidenciais portuguesas de 2021 Distritos: Aveiro \| Beja \| Braga \| Bragança \| Castelo Branco \| Coimbra \| Évora \| Faro \| Guarda \| Leiria \| Lisboa \| Portalegre \| Porto \| Santarém \| Setúbal \| Viana do Castelo \| Vila Real \| Viseu \| Açores \| Madeira \| Estrangeiro |

## Resultados por Concelho
Os resultados nos concelhos do Distrito de Faro foram os seguintes:

### Albufeira
| Candidato               | Candidato               | Votos  | %               |
| ----------------------- | ----------------------- | ------ | --------------- |
|                         | Marcelo Rebelo de Sousa | 7 454  | 55,19 / 100,00  |
|                         | André Ventura           | 2 791  | 20,67 / 100,00  |
|                         | Ana Gomes               | 1 380  | 10,22 / 100,00  |
|                         | Marisa Matias           | 662    | 4,90 / 100,00   |
|                         | João Ferreira           | 491    | 3,64 / 100,00   |
|                         | Vitorino Silva          | 367    | 2,72 / 100,00   |
|                         | Tiago Mayan Gonçalves   | 360    | 2,67 / 100,00   |
| Votos Inválidos         | Votos Inválidos         | 308    | 2,23 / 100,00   |
| Total                   | Total                   | 13 813 | 100,00 / 100,00 |
| Eleitorado/Participação | Eleitorado/Participação | 35 046 | 39,41 / 100,00  |

| Freguesia                 | %     | %     | %     | %    | %    | %    | %    | Votantes |
| Freguesia                 | MRS   | AV    | AG    | MM   | JF   | VS   | TMG  | Votantes |
| ------------------------- | ----- | ----- | ----- | ---- | ---- | ---- | ---- | -------- |
| Freguesia                 |       |       |       |      |      |      |      | Votantes |
| Albufeira e Olhos de Água | 53,66 | 20,88 | 10,85 | 5,24 | 4,01 | 2,48 | 2,88 | 8 755    |
| Ferreiras                 | 56,49 | 21,32 | 8,77  | 4,47 | 3,22 | 3,22 | 2,49 | 2 381    |
| Guia                      | 60,52 | 20,29 | 7,84  | 4,47 | 2,41 | 2,68 | 1,79 | 1 502    |
| Paderne                   | 57,29 | 18,23 | 11,46 | 3,82 | 3,21 | 3,47 | 2,52 | 1 175    |
| Albufeira                 | 55,19 | 20,67 | 10,22 | 4,90 | 3,64 | 2,72 | 2,67 | 13 813   |

### Alcoutim
| Candidato               | Candidato               | Votos | %               |
| ----------------------- | ----------------------- | ----- | --------------- |
|                         | Marcelo Rebelo de Sousa | 589   | 62,26 / 100,00  |
|                         | André Ventura           | 133   | 14,06 / 100,00  |
|                         | Ana Gomes               | 115   | 12,16 / 100,00  |
|                         | João Ferreira           | 41    | 4,33 / 100,00   |
|                         | Marisa Matias           | 37    | 3,91 / 100,00   |
|                         | Vitorino Silva          | 18    | 1,90 / 100,00   |
|                         | Tiago Mayan Gonçalves   | 13    | 1,37 / 100,00   |
| Votos Inválidos         | Votos Inválidos         | 23    | 2,38 / 100,00   |
| Total                   | Total                   | 969   | 100,00 / 100,00 |
| Eleitorado/Participação | Eleitorado/Participação | 2 322 | 41,73 / 100,00  |

| Freguesia          | %     | %     | %     | %    | %    | %    | %    | Votantes |
| Freguesia          | MRS   | AV    | AG    | JF   | MM   | VS   | TMG  | Votantes |
| ------------------ | ----- | ----- | ----- | ---- | ---- | ---- | ---- | -------- |
| Freguesia          |       |       |       |      |      |      |      | Votantes |
| Alcoutim e Pereiro | 57,86 | 13,72 | 15,71 | 4,74 | 4,24 | 1,75 | 2,00 | 410      |
| Giões              | 51,16 | 17,44 | 13,95 | 5,81 | 4,65 | 4,65 | 2,33 | 89       |
| Martim Longo       | 67,94 | 14,71 | 7,65  | 4,41 | 3,24 | 1,18 | 0,88 | 347      |
| Vaqueiros          | 68,91 | 10,92 | 11,76 | 1,68 | 4,20 | 2,52 | 0    | 123      |
| Alcoutim           | 62,26 | 14,06 | 12,16 | 4,33 | 3,91 | 1,90 | 1,37 | 969      |

### Aljezur
| Candidato               | Candidato               | Votos | %               |
| ----------------------- | ----------------------- | ----- | --------------- |
|                         | Marcelo Rebelo de Sousa | 1 079 | 57,21 / 100,00  |
|                         | Ana Gomes               | 257   | 13,63 / 100,00  |
|                         | André Ventura           | 224   | 11,88 / 100,00  |
|                         | João Ferreira           | 113   | 5,99 / 100,00   |
|                         | Marisa Matias           | 99    | 5,25 / 100,00   |
|                         | Vitorino Silva          | 69    | 3,66 / 100,00   |
|                         | Tiago Mayan Gonçalves   | 45    | 2,39 / 100,00   |
| Votos Inválidos         | Votos Inválidos         | 39    | 2,03 / 100,00   |
| Total                   | Total                   | 1 925 | 100,00 / 100,00 |
| Eleitorado/Participação | Eleitorado/Participação | 4 042 | 47,62 / 100,00  |

| Freguesia | %     | %     | %     | %    | %    | %    | %    | Votantes |
| Freguesia | MRS   | AG    | AV    | JF   | MM   | VS   | TMG  | Votantes |
| --------- | ----- | ----- | ----- | ---- | ---- | ---- | ---- | -------- |
| Freguesia |       |       |       |      |      |      |      | Votantes |
| Aljezur   | 55,29 | 14,21 | 13,69 | 5,39 | 5,19 | 3,32 | 2,90 | 979      |
| Bordeira  | 59,84 | 8,66  | 12,60 | 3,94 | 7,09 | 6,30 | 1,57 | 133      |
| Odeceixe  | 57,94 | 14,02 | 8,99  | 9,52 | 3,44 | 3,44 | 2,65 | 387      |
| Rogil     | 60,19 | 13,43 | 10,07 | 4,80 | 6,47 | 3,84 | 1,20 | 426      |
| Aljezur   | 57,21 | 13,63 | 11,88 | 5,99 | 5,25 | 3,66 | 2,39 | 1 925    |

### Castro Marim
| Candidato               | Candidato               | Votos | %               |
| ----------------------- | ----------------------- | ----- | --------------- |
|                         | Marcelo Rebelo de Sousa | 1 183 | 57,15 / 100,00  |
|                         | André Ventura           | 392   | 18,94 / 100,00  |
|                         | Ana Gomes               | 248   | 11,98 / 100,00  |
|                         | João Ferreira           | 90    | 4,35 / 100,00   |
|                         | Marisa Matias           | 84    | 4,06 / 100,00   |
|                         | Vitorino Silva          | 41    | 1,98 / 100,00   |
|                         | Tiago Mayan Gonçalves   | 32    | 1,55 / 100,00   |
| Votos Inválidos         | Votos Inválidos         | 28    | 1,34 / 100,00   |
| Total                   | Total                   | 2 098 | 100,00 / 100,00 |
| Eleitorado/Participação | Eleitorado/Participação | 5 745 | 36,52 / 100,00  |

| Freguesia    | %     | %     | %     | %    | %    | %    | %    | Votantes |
| Freguesia    | MRS   | AV    | AG    | JF   | MM   | VS   | TMG  | Votantes |
| ------------ | ----- | ----- | ----- | ---- | ---- | ---- | ---- | -------- |
| Freguesia    |       |       |       |      |      |      |      | Votantes |
| Altura       | 57,18 | 18,09 | 13,30 | 4,26 | 4,12 | 1,86 | 1,20 | 760      |
| Azinhal      | 71,61 | 10,97 | 7,10  | 5,16 | 1,94 | 2,58 | 0,65 | 157      |
| Castro Marim | 52,06 | 21,97 | 12,64 | 4,61 | 4,81 | 1,91 | 2,01 | 1 015    |
| Odeleite     | 74,10 | 12,05 | 6,63  | 2,41 | 1,20 | 2,41 | 1,20 | 166      |
| Castro Marim | 57,15 | 18,94 | 11,98 | 4,35 | 4,06 | 1,98 | 1,55 | 2 098    |

### Faro
| Candidato               | Candidato               | Votos  | %               |
| ----------------------- | ----------------------- | ------ | --------------- |
|                         | Marcelo Rebelo de Sousa | 15 041 | 56,75 / 100,00  |
|                         | André Ventura           | 3 827  | 14,44 / 100,00  |
|                         | Ana Gomes               | 3 780  | 14,26 / 100,00  |
|                         | Marisa Matias           | 1 221  | 4,61 / 100,00   |
|                         | João Ferreira           | 1 205  | 4,55 / 100,00   |
|                         | Tiago Mayan Gonçalves   | 805    | 3,04 / 100,00   |
|                         | Vitorino Silva          | 624    | 2,35 / 100,00   |
| Votos Inválidos         | Votos Inválidos         | 544    | 2,01 / 100,00   |
| Total                   | Total                   | 27 047 | 100,00 / 100,00 |
| Eleitorado/Participação | Eleitorado/Participação | 56 565 | 47,82 / 100,00  |

| Freguesia             | %     | %     | %     | %    | %    | %    | %    | Votantes |
| Freguesia             | MRS   | AV    | AG    | MM   | JF   | TMG  | VS   | Votantes |
| --------------------- | ----- | ----- | ----- | ---- | ---- | ---- | ---- | -------- |
| Freguesia             |       |       |       |      |      |      |      | Votantes |
| Conceição e Estoi     | 56,88 | 18,53 | 10,89 | 4,79 | 3,80 | 2,02 | 3,08 | 2 984    |
| Faro (Sé e São Pedro) | 57,03 | 13,52 | 14,85 | 4,75 | 4,50 | 3,10 | 2,25 | 18 938   |
| Montenegro            | 56,13 | 15,53 | 14,59 | 4,06 | 3,55 | 4,00 | 2,15 | 3 797    |
| Santa Bárbara de Nexe | 54,24 | 15,33 | 12,56 | 3,78 | 9,71 | 1,62 | 2,77 | 1 328    |
| Faro                  | 56,75 | 14,44 | 14,26 | 4,61 | 4,55 | 3,04 | 2,35 | 27 047   |

### Lagoa
| Candidato               | Candidato               | Votos  | %               |
| ----------------------- | ----------------------- | ------ | --------------- |
|                         | Marcelo Rebelo de Sousa | 5 051  | 57,24 / 100,00  |
|                         | André Ventura           | 1 658  | 18,79 / 100,00  |
|                         | Ana Gomes               | 927    | 10,50 / 100,00  |
|                         | Marisa Matias           | 449    | 5,09 / 100,00   |
|                         | João Ferreira           | 320    | 3,63 / 100,00   |
|                         | Tiago Mayan Gonçalves   | 214    | 2,42 / 100,00   |
|                         | Vitorino Silva          | 206    | 2,33 / 100,00   |
| Votos Inválidos         | Votos Inválidos         | 174    | 1,93 / 100,00   |
| Total                   | Total                   | 8 999  | 100,00 / 100,00 |
| Eleitorado/Participação | Eleitorado/Participação | 18 596 | 48,39 / 100,00  |

| Freguesia          | %     | %     | %     | %    | %    | %    | %    | Votantes |
| Freguesia          | MRS   | AV    | AG    | MM   | JF   | VS   | TMG  | Votantes |
| ------------------ | ----- | ----- | ----- | ---- | ---- | ---- | ---- | -------- |
| Freguesia          |       |       |       |      |      |      |      | Votantes |
| Estômbar e Parchal | 58,14 | 19,20 | 8,64  | 5,48 | 3,85 | 2,50 | 2,19 | 3 894    |
| Ferragudo          | 54,33 | 19,97 | 11,05 | 5,86 | 5,06 | 1,86 | 1,86 | 759      |
| Lagoa e Carvoeiro  | 56,56 | 18,30 | 11,95 | 4,76 | 3,34 | 2,56 | 2,53 | 3 644    |
| Porches            | 58,95 | 17,76 | 12,66 | 3,78 | 2,33 | 1,89 | 2,62 | 702      |
| Lagoa              | 57,24 | 18,79 | 10,50 | 5,09 | 3,63 | 2,42 | 2,33 | 8 999    |

### Lagos
| Candidato               | Candidato               | Votos  | %               |
| ----------------------- | ----------------------- | ------ | --------------- |
|                         | Marcelo Rebelo de Sousa | 5 643  | 57,62 / 100,00  |
|                         | André Ventura           | 1 304  | 13,23 / 100,00  |
|                         | Ana Gomes               | 1 253  | 12,79 / 100,00  |
|                         | Marisa Matias           | 574    | 5,86 / 100,00   |
|                         | João Ferreira           | 460    | 4,70 / 100,00   |
|                         | Vitorino Silva          | 298    | 3,04 / 100,00   |
|                         | Tiago Mayan Gonçalves   | 261    | 2,67 / 100,00   |
| Votos Inválidos         | Votos Inválidos         | 205    | 2,05 / 100,00   |
| Total                   | Total                   | 9 998  | 100,00 / 100,00 |
| Eleitorado/Participação | Eleitorado/Participação | 23 743 | 42,11 / 100,00  |

| Freguesia                     | %     | %     | %     | %    | %    | %    | %    | Votantes |
| Freguesia                     | MRS   | AV    | AG    | MM   | JF   | VS   | TMG  | Votantes |
| ----------------------------- | ----- | ----- | ----- | ---- | ---- | ---- | ---- | -------- |
| Freguesia                     |       |       |       |      |      |      |      | Votantes |
| Bensafrim e Barão de São João | 61,43 | 12,33 | 11,00 | 5,32 | 4,35 | 3,39 | 2,18 | 842      |
| Luz                           | 57,14 | 14,91 | 10,74 | 6,47 | 3,44 | 3,75 | 3,55 | 983      |
| Odiáxere                      | 62,03 | 12,32 | 9,83  | 4,86 | 5,20 | 3,84 | 1,92 | 908      |
| São Gonçalo de Lagos          | 56,70 | 13,34 | 13,65 | 5,97 | 4,84 | 2,81 | 2,70 | 7 265    |
| Lagos                         | 57,62 | 13,32 | 12,79 | 5,86 | 4,70 | 3,04 | 2,67 | 9 998    |

### Loulé
| Candidato               | Candidato               | Votos  | %               |
| ----------------------- | ----------------------- | ------ | --------------- |
|                         | Marcelo Rebelo de Sousa | 12 942 | 59,31 / 100,00  |
|                         | André Ventura           | 3 780  | 17,32 / 100,00  |
|                         | Ana Gomes               | 2 395  | 10,98 / 100,00  |
|                         | Marisa Matias           | 937    | 4,29 / 100,00   |
|                         | João Ferreira           | 626    | 2,87 / 100,00   |
|                         | Tiago Mayan Gonçalves   | 598    | 2,74 / 100,00   |
|                         | Vitorino Silva          | 542    | 2,48 / 100,00   |
| Votos Inválidos         | Votos Inválidos         | 534    | 2,39 / 100,00   |
| Total                   | Total                   | 22 354 | 100,00 / 100,00 |
| Eleitorado/Participação | Eleitorado/Participação | 59 774 | 37,40 / 100,00  |

| Freguesia               | %     | %     | %     | %    | %    | %    | %    | Votantes |
| Freguesia               | MRS   | AV    | AG    | MM   | JF   | TMG  | VS   | Votantes |
| ----------------------- | ----- | ----- | ----- | ---- | ---- | ---- | ---- | -------- |
| Freguesia               |       |       |       |      |      |      |      | Votantes |
| Almancil                | 63,60 | 16,48 | 10,13 | 2,83 | 2,39 | 2,57 | 2,02 | 2 783    |
| Alte                    | 67,13 | 11,36 | 10,15 | 4,30 | 3,44 | 1,03 | 2,58 | 597      |
| Ameixial                | 72,99 | 6,57  | 11,68 | 3,65 | 1,46 | 1,46 | 2,19 | 140      |
| Boliqueime              | 57,02 | 21,59 | 10,21 | 3,84 | 1,95 | 2,34 | 3,06 | 1 579    |
| Loulé (São Clemente)    | 58,36 | 14,97 | 12,81 | 4,75 | 3,49 | 2,95 | 2,67 | 6 212    |
| Loulé (São Sebastião)   | 59,94 | 16,27 | 11,33 | 4,36 | 2,91 | 2,99 | 2,20 | 2 493    |
| Quarteira               | 56,19 | 21,12 | 10,43 | 4,33 | 2,53 | 3,06 | 2,33 | 6 832    |
| Querença, Tôr e Benafim | 67,43 | 12,04 | 7,22  | 4,82 | 4,13 | 1,61 | 2,75 | 895      |
| Salir                   | 63,72 | 13,22 | 9,48  | 5,74 | 2,74 | 1,75 | 3,37 | 823      |
| Loulé                   | 59,31 | 17,32 | 10,98 | 4,29 | 2,87 | 2,74 | 2,48 | 22 354   |

### Monchique
| Candidato               | Candidato               | Votos | %               |
| ----------------------- | ----------------------- | ----- | --------------- |
|                         | Marcelo Rebelo de Sousa | 1 523 | 68,17 / 100,00  |
|                         | Ana Gomes               | 243   | 10,88 / 100,00  |
|                         | André Ventura           | 186   | 8,33 / 100,00   |
|                         | Marisa Matias           | 109   | 4,88 / 100,00   |
|                         | João Ferreira           | 73    | 3,27 / 100,00   |
|                         | Vitorino Silva          | 68    | 3,04 / 100,00   |
|                         | Tiago Mayan Gonçalves   | 32    | 1,43 / 100,00   |
| Votos Inválidos         | Votos Inválidos         | 61    | 2,66 / 100,00   |
| Total                   | Total                   | 2 295 | 100,00 / 100,00 |
| Eleitorado/Participação | Eleitorado/Participação | 4 514 | 50,84 / 100,00  |

| Freguesia | %     | %     | %    | %    | %    | %    | %    | Votantes |
| Freguesia | MRS   | AG    | AV   | MM   | JF   | VS   | TMG  | Votantes |
| --------- | ----- | ----- | ---- | ---- | ---- | ---- | ---- | -------- |
| Freguesia |       |       |      |      |      |      |      | Votantes |
| Alferce   | 70,21 | 8,51  | 4,96 | 6,38 | 1,42 | 6,38 | 2,13 | 144      |
| Marmelete | 73,49 | 9,64  | 8,03 | 3,21 | 1,20 | 2,81 | 1,61 | 261      |
| Monchique | 67,30 | 11,23 | 8,62 | 4,99 | 3,62 | 2,82 | 1,36 | 1 890    |
| Monchique | 68,17 | 10,88 | 8,33 | 4,88 | 3,27 | 3,04 | 1,43 | 2 295    |

### Olhão
| Candidato               | Candidato               | Votos  | %               |
| ----------------------- | ----------------------- | ------ | --------------- |
|                         | Marcelo Rebelo de Sousa | 7 946  | 56,20 / 100,00  |
|                         | André Ventura           | 2 530  | 17,90 / 100,00  |
|                         | Ana Gomes               | 1 672  | 11,83 / 100,00  |
|                         | Marisa Matias           | 747    | 5,28 / 100,00   |
|                         | João Ferreira           | 577    | 4,08 / 100,00   |
|                         | Vitorino Silva          | 356    | 2,52 / 100,00   |
|                         | Tiago Mayan Gonçalves   | 310    | 2,19 / 100,00   |
| Votos Inválidos         | Votos Inválidos         | 269    | 1,86 / 100,00   |
| Total                   | Total                   | 14 407 | 100,00 / 100,00 |
| Eleitorado/Participação | Eleitorado/Participação | 37 301 | 38,62 / 100,00  |

| Freguesia             | %     | %     | %     | %    | %    | %    | %    | Votantes |
| Freguesia             | MRS   | AV    | AG    | MM   | JF   | VS   | TMG  | Votantes |
| --------------------- | ----- | ----- | ----- | ---- | ---- | ---- | ---- | -------- |
| Freguesia             |       |       |       |      |      |      |      | Votantes |
| Moncarapacho e Fuseta | 59,81 | 15,47 | 11,45 | 5,59 | 3,24 | 2,55 | 1,90 | 3 125    |
| Olhão                 | 54,76 | 17,10 | 12,52 | 6,05 | 4,57 | 2,55 | 2,45 | 4 290    |
| Pechão                | 52,65 | 19,89 | 12,71 | 4,92 | 4,92 | 2,95 | 1,97 | 1 337    |
| Quelfes               | 56,15 | 19,36 | 11,30 | 4,62 | 3,98 | 2,37 | 2,21 | 5 655    |
| Olhão                 | 56,20 | 17,90 | 11,83 | 5,28 | 4,08 | 2,52 | 2,19 | 14 407   |

### Portimão
| Candidato               | Candidato               | Votos  | %               |
| ----------------------- | ----------------------- | ------ | --------------- |
|                         | Marcelo Rebelo de Sousa | 12 082 | 55,63 / 100,00  |
|                         | André Ventura           | 4 127  | 19,00 / 100,00  |
|                         | Ana Gomes               | 2 518  | 11,59 / 100,00  |
|                         | Marisa Matias           | 1 101  | 5,07 / 100,00   |
|                         | João Ferreira           | 755    | 3,48 / 100,00   |
|                         | Tiago Mayan Gonçalves   | 634    | 2,92 / 100,00   |
|                         | Vitorino Silva          | 501    | 2,31 / 100,00   |
| Votos Inválidos         | Votos Inválidos         | 430    | 1,94 / 100,00   |
| Total                   | Total                   | 22 148 | 100,00 / 100,00 |
| Eleitorado/Participação | Eleitorado/Participação | 49 173 | 45,04 / 100,00  |

| Freguesia          | %     | %     | %     | %    | %    | %    | %    | Votantes |
| Freguesia          | MRS   | AV    | AG    | MM   | JF   | TMG  | VS   | Votantes |
| ------------------ | ----- | ----- | ----- | ---- | ---- | ---- | ---- | -------- |
| Freguesia          |       |       |       |      |      |      |      | Votantes |
| Alvor              | 55,52 | 19,66 | 9,87  | 5,16 | 3,70 | 3,98 | 2,11 | 2 507    |
| Mexilhoeira Grande | 61,11 | 14,98 | 9,00  | 5,19 | 2,78 | 2,48 | 4,47 | 1 695    |
| Portimão           | 55,13 | 19,29 | 12,08 | 5,05 | 3,51 | 2,81 | 2,13 | 17 946   |
| Portimão           | 55,63 | 19,00 | 11,59 | 5,07 | 3,48 | 2,92 | 2,31 | 22 148   |

### São Brás de Alportel
| Candidato               | Candidato               | Votos | %               |
| ----------------------- | ----------------------- | ----- | --------------- |
|                         | Marcelo Rebelo de Sousa | 2 078 | 57,04 / 100,00  |
|                         | André Ventura           | 643   | 17,65 / 100,00  |
|                         | Ana Gomes               | 429   | 11,78 / 100,00  |
|                         | Marisa Matias           | 163   | 4,47 / 100,00   |
|                         | João Ferreira           | 143   | 3,93 / 100,00   |
|                         | Vitorino Silva          | 116   | 3,18 / 100,00   |
|                         | Tiago Mayan Gonçalves   | 71    | 1,95 / 100,00   |
| Votos Inválidos         | Votos Inválidos         | 79    | 2,13 / 100,00   |
| Total                   | Total                   | 3 722 | 100,00 / 100,00 |
| Eleitorado/Participação | Eleitorado/Participação | 9 187 | 40,51 / 100,00  |

| Freguesia            | %     | %     | %     | %    | %    | %    | %    | Votantes |
| Freguesia            | MRS   | AV    | AG    | MM   | JF   | VS   | TMG  | Votantes |
| -------------------- | ----- | ----- | ----- | ---- | ---- | ---- | ---- | -------- |
| Freguesia            |       |       |       |      |      |      |      | Votantes |
| São Brás de Alportel | 57,04 | 17,65 | 11,78 | 4,47 | 3,93 | 3,18 | 1,95 | 3 722    |
| São Brás de Alportel | 57,04 | 17,65 | 11,78 | 4,47 | 3,93 | 3,18 | 1,95 | 3 722    |

### Silves
| Candidato               | Candidato               | Votos  | %               |
| ----------------------- | ----------------------- | ------ | --------------- |
|                         | Marcelo Rebelo de Sousa | 7 006  | 57,93 / 100,00  |
|                         | André Ventura           | 1 925  | 15,92 / 100,00  |
|                         | Ana Gomes               | 1 138  | 9,41 / 100,00   |
|                         | João Ferreira           | 814    | 6,73 / 100,00   |
|                         | Marisa Matias           | 585    | 4,84 / 100,00   |
|                         | Vitorino Silva          | 321    | 2,65 / 100,00   |
|                         | Tiago Mayan Gonçalves   | 305    | 2,52 / 100,00   |
| Votos Inválidos         | Votos Inválidos         | 290    | 2,34 / 100,00   |
| Total                   | Total                   | 12 384 | 100,00 / 100,00 |
| Eleitorado/Participação | Eleitorado/Participação | 30 053 | 41,21 / 100,00  |

| Freguesia                  | %     | %     | %    | %    | %    | %    | %    | Votantes |
| Freguesia                  | MRS   | AV    | AG   | JF   | MM   | VS   | TMG  | Votantes |
| -------------------------- | ----- | ----- | ---- | ---- | ---- | ---- | ---- | -------- |
| Freguesia                  |       |       |      |      |      |      |      | Votantes |
| Alcantarilha e Pêra        | 59,97 | 15,38 | 9,56 | 4,31 | 4,31 | 3,38 | 3,09 | 1 762    |
| Algoz e Tunes              | 56,96 | 18,37 | 9,21 | 4,58 | 6,02 | 2,92 | 1,93 | 2 267    |
| Armação de Pêra            | 59,42 | 18,26 | 9,45 | 4,32 | 4,38 | 2,35 | 1,82 | 1 913    |
| São Bartolomeu de Messines | 57,61 | 15,90 | 9,23 | 8,43 | 4,50 | 2,41 | 1,93 | 2 252    |
| São Marcos da Serra        | 65,67 | 8,66  | 7,76 | 8,06 | 6,27 | 2,69 | 0,90 | 357      |
| Silves                     | 56,21 | 14,05 | 9,73 | 9,27 | 4,69 | 2,46 | 3,59 | 3 533    |
| Silves                     | 57,93 | 15,92 | 9,41 | 6,73 | 4,84 | 2,65 | 2,52 | 12 384   |

### Tavira
| Candidato               | Candidato               | Votos  | %               |
| ----------------------- | ----------------------- | ------ | --------------- |
|                         | Marcelo Rebelo de Sousa | 5 318  | 59,51 / 100,00  |
|                         | André Ventura           | 1 273  | 14,24 / 100,00  |
|                         | Ana Gomes               | 1 120  | 12,53 / 100,00  |
|                         | Marisa Matias           | 469    | 5,25 / 100,00   |
|                         | João Ferreira           | 316    | 3,54 / 100,00   |
|                         | Tiago Mayan Gonçalves   | 223    | 2,50 / 100,00   |
|                         | Vitorino Silva          | 218    | 2,44 / 100,00   |
| Votos Inválidos         | Votos Inválidos         | 149    | 1,64 / 100,00   |
| Total                   | Total                   | 9 086  | 100,00 / 100,00 |
| Eleitorado/Participação | Eleitorado/Participação | 21 356 | 42,55 / 100,00  |

| Freguesia                        | %     | %     | %     | %    | %    | %    | %    | Votantes |
| Freguesia                        | MRS   | AV    | AG    | MM   | JF   | TMG  | VS   | Votantes |
| -------------------------------- | ----- | ----- | ----- | ---- | ---- | ---- | ---- | -------- |
| Freguesia                        |       |       |       |      |      |      |      | Votantes |
| Cachopo                          | 75,79 | 10,00 | 10,00 | 1,05 | 2,63 | 0,53 | 0    | 198      |
| Conceição e Cabanas de Tavira    | 55,93 | 14,06 | 15,11 | 5,77 | 3,46 | 2,62 | 3,04 | 974      |
| Luz de Tavira e Santo Estêvão    | 64,00 | 13,32 | 8,97  | 5,39 | 3,44 | 2,40 | 2,47 | 1 563    |
| Santa Catarina da Fonte do Bispo | 71,77 | 10,38 | 7,65  | 3,64 | 2,37 | 1,28 | 2,91 | 554      |
| Santa Luzia                      | 58,89 | 13,93 | 11,74 | 5,01 | 4,66 | 2,76 | 2,94 | 585      |
| Tavira (Santa Maria e Santiago)  | 56,97 | 15,16 | 13,83 | 5,46 | 3,61 | 2,67 | 2,30 | 5 212    |
| Tavira                           | 59,51 | 14,24 | 12,53 | 5,25 | 3,54 | 2,50 | 2,44 | 9 086    |

### Vila do Bispo
| Candidato               | Candidato               | Votos | %               |
| ----------------------- | ----------------------- | ----- | --------------- |
|                         | Marcelo Rebelo de Sousa | 1 158 | 62,73 / 100,00  |
|                         | André Ventura           | 241   | 13,06 / 100,00  |
|                         | Ana Gomes               | 185   | 10,02 / 100,00  |
|                         | João Ferreira           | 95    | 5,15 / 100,00   |
|                         | Marisa Matias           | 68    | 3,68 / 100,00   |
|                         | Vitorino Silva          | 58    | 3,14 / 100,00   |
|                         | Tiago Mayan Gonçalves   | 41    | 2,22 / 100,00   |
| Votos Inválidos         | Votos Inválidos         | 38    | 2,01 / 100,00   |
| Total                   | Total                   | 1 884 | 100,00 / 100,00 |
| Eleitorado/Participação | Eleitorado/Participação | 3 892 | 48,41 / 100,00  |

| Freguesia                 | %     | %     | %     | %    | %    | %    | %    | Votantes |
| Freguesia                 | MRS   | AV    | AG    | JF   | MM   | VS   | TMG  | Votantes |
| ------------------------- | ----- | ----- | ----- | ---- | ---- | ---- | ---- | -------- |
| Freguesia                 |       |       |       |      |      |      |      | Votantes |
| Barão de São Miguel       | 64,97 | 8,92  | 10,83 | 5,73 | 5,73 | 2,55 | 1,27 | 164      |
| Budens                    | 66,02 | 10,55 | 8,59  | 3,91 | 5,47 | 3,13 | 2,34 | 520      |
| Sagres                    | 58,64 | 15,76 | 11,52 | 5,61 | 2,12 | 2,88 | 3,48 | 675      |
| Vila do Bispo e Raposeira | 64,02 | 13,35 | 9,28  | 5,61 | 3,29 | 3,68 | 0,77 | 525      |
| Vila do Bispo             | 62,73 | 13,06 | 10,02 | 5,15 | 3,68 | 3,14 | 2,22 | 1 884    |

### Vila Real de Santo António
| Candidato               | Candidato               | Votos  | %               |
| ----------------------- | ----------------------- | ------ | --------------- |
|                         | Marcelo Rebelo de Sousa | 3 300  | 55,28 / 100,00  |
|                         | André Ventura           | 989    | 16,57 / 100,00  |
|                         | Ana Gomes               | 652    | 10,92 / 100,00  |
|                         | João Ferreira           | 488    | 8,17 / 100,00   |
|                         | Marisa Matias           | 307    | 5,14 / 100,00   |
|                         | Vitorino Silva          | 132    | 2,21 / 100,00   |
|                         | Tiago Mayan Gonçalves   | 102    | 1,71 / 100,00   |
| Votos Inválidos         | Votos Inválidos         | 102    | 1,68 / 100,00   |
| Total                   | Total                   | 6 072  | 100,00 / 100,00 |
| Eleitorado/Participação | Eleitorado/Participação | 16 715 | 36,33 / 100,00  |

| Freguesia                  | %     | %     | %     | %    | %    | %    | %    | Votantes |
| Freguesia                  | MRS   | AV    | AG    | JF   | MM   | VS   | TMG  | Votantes |
| -------------------------- | ----- | ----- | ----- | ---- | ---- | ---- | ---- | -------- |
| Freguesia                  |       |       |       |      |      |      |      | Votantes |
| Monte Gordo                | 56,82 | 20,36 | 7,86  | 7,10 | 4,26 | 1,70 | 1,89 | 1 068    |
| Vila Nova de Cacela        | 61,93 | 14,72 | 10,10 | 4,88 | 4,27 | 2,79 | 1,31 | 1 174    |
| Vila Real de Santo António | 52,81 | 16,06 | 12,03 | 9,48 | 5,66 | 2,18 | 1,78 | 3 830    |
| Vila Real de Santo António | 55,28 | 16,57 | 10,92 | 8,17 | 5,14 | 2,21 | 1,71 | 6 072    |